# 理查德·艾伦
理查德·艾伦（英語：Richard Allen，1902年6月4日—），印度男子曲棍球运动员。他曾代表英属印度代表队参加1928年、1932年和1936年夏季奥林匹克运动会曲棍球比赛，获得三枚金牌。